# Baeoura funebris
Baeoura funebris är en tvåvingeart som först beskrevs av Alexander 1927.  Baeoura funebris ingår i släktet Baeoura och familjen småharkrankar. Inga underarter finns listade i Catalogue of Life.